# Kalifa Cissé
Kalifa Cissé (ur. 9 stycznia 1984 w Dreux) - były malijski piłkarz występujący na pozycji pomocnika. Były reprezentant reprezentacji Mali.

## Życiorys

### Kariera klubowa
Wychowanek francuskiego klubu Toulouse FC (2003–2004). Nie zdążył jednak zadebiutować w pierwszej drużynie tego klubu.
1 lipca 2004 przeszedł do portugalskiej drużyny G.D. Estoril-Praia z Primeira Liga. W barwach tego klubu zagrał zaledwie sześciokrotnie. Po zakończeniu sezonu i spadku jego zespołu do drugiej ligi odszedł do Boavisty Porto. W pierwszym sezonie gry dla tej drużyny wystąpił w piętnastu ligowych spotkaniach i zajął z nią szóstą lokatę w Superlidze. Rok później w rozgrywkach ligowych zagrał 27 razy i uplasował się na dziewiątym miejscu w lidze.
16 maja 2007 na trzy lata związał się z angielskim Reading F.C. Nowa drużyna zapłaciła za niego milion euro. W Premier League zadebiutował 15 sierpnia 2007, w meczu przeciwko Chelsea F.C. Tego spotkania nie może zaliczyć do udanych, gdyż dostał 2 żółte kartki i musiał przedwcześnie opuścić boisko. Pierwszą bramkę w lidze angielskiej zdobył 29 grudnia 2007 w przegranym 4-6 meczu z Tottenhamem. Na koniec sezonu zajął osiemnastą pozycję w lidze i spadł do drugiej ligi.
1 lipca 2010 Cissé przeszedł do Bristol City. W 2013 roku grał w amerykańskim New England Revolution z Major League Soccer, a następnie w Derby County (2013–2014). 24 lutego 2014 został zawodnikiem tajskiego Bangkok United z Thai League 1. Następnie był zawodnikiem klubów: Bangkok Glass (2016), BEC Tero Sasana (2017) i australijskiego Central Coast Mariners FC z A-League (2018–2019).

### Kariera reprezentacyjna
Cissé wystąpił na Mistrzostwach Świata U-20 rozegranych w 2003 roku. Wraz z U-20 zajął wtedy trzecie miejsce w grupie i odpadł z turnieju. 
W seniorskiej reprezentacji Mali zadebiutował 22 czerwca 2008 na stadionie Stade Modibo Keïta (Bamako, Mali) podczas Mistrzostw Świata w Piłce Nożnej 2010 w wygranym 3:0 meczu z reprezentacją Sudanu.

## Statystyki

### Klubowe
Stan na 29 października 2014
| Sezon   | Klub                   | Kraj              | Rozgrywki      | Mecze | Bramki |
| ------- | ---------------------- | ----------------- | -------------- | ----- | ------ |
| 2004/05 | G.D. Estoril-Praia     | Portugalia        | Primeira Liga  | 6     | 0      |
| 2005/06 | Boavista FC            | Portugalia        | Primeira Liga  | 15    | 0      |
| 2006/07 | Boavista FC            | Portugalia        | Primeira Liga  | 27    | 0      |
| 2007/08 | Reading F.C.           | Anglia            | Premier League | 22    | 1      |
| 2008/09 | Reading F.C.           | Anglia            | Championship   | 36    | 5      |
| 2009/10 | Reading F.C.           | Anglia            | Championship   | 17    | 1      |
| 2010/11 | Bristol City           | Anglia            | Championship   | 29    | 0      |
| 2011/12 | Bristol City           | Anglia            | Championship   | 32    | 2      |
| 2013    | New England Revolution | Stany Zjednoczone | MLS            | 6     | 0      |
| 2013/14 | Derby County           | Anglia            | Championship   | 3     | 0      |
| 2014    | Bangkok United         | Tajlandia         | Premier League | 31    | 2      |